# Cantón de Beaumont-du-Périgord
El cantón de Beaumont-du-Périgord era una división administrativa francesa, que estaba situada en el departamento de Dordoña y la región de Aquitania.

## Composición
El cantón estaba formado por doce comunas:
- Beaumont-du-Périgord
- Bayac
- Bourniquel
- Labouquerie
- Monsac
- Montferrand-du-Périgord
- Naussannes
- Nojals-et-Clotte
- Rampieux
- Saint-Avit-Sénieur
- Sainte-Croix
- Sainte-Sabine-Born

## Supresión del cantón de Beaumont-du-Périgord
En aplicación del Decreto nº 2014-218 de 21 de febrero de 2014, el cantón de Beaumont-du-Périgord fue suprimido el 22 de marzo de 2015 y sus 12 comunas pasaron a formar parte del nuevo cantón de Lalinde.